# Hitman: Contracts
Hitman: Contracts è il terzo capitolo della serie di videogiochi Hitman; la data di distribuzione è stata il 20 aprile 2004 per gli USA e il 30 aprile 2004 per l'Europa. Il videogioco ha venduto oltre 3 milioni di copie prima della fine del 2004. Le musiche, come nel caso degli altri capitoli della saga, sono state composte da Jesper Kyd.
Ad aprile 2009 risultavano vendute circa 2 milioni di copie del videogioco.
Nel 2013 è uscita la trilogia Hitman HD Trilogy, grazie alla quale è possibile giocare a tre giochi della serie (Silent Assassin, Contracts e Blood Money) anche su PlayStation 3 e Xbox 360.

## Trama
Il gioco è ambientato a Parigi, dopo gli eventi della missione "Giù il sipario" di Hitman: Blood Money.
47, dopo aver assassinato al teatro dell'opera l'ambasciatore Richard Delahunt e il cantante lirico Philippe Berceuse (nome modificato poi in Blood Money in "Alvaro D'alvade"), viene gravemente ferito da un proiettile allo stomaco, sparato dall'ispettore Fournier, che l'aveva visto lasciare la scena dopo il delitto.
Nonostante la ferita, l'agente riesce a nascondersi in uno squallido motel dove, esausto e prossimo alla morte, cade lungo disteso sul pavimento e comincia ad avere allucinazioni. 
Mentre si trova ai confini tra la vita e la morte, 47 ricorda tutte le missioni che ha compiuto, dalla fuga dal manicomio del dottor Ort-Meyer all'uccisione di Lee Hong, capo della triade cinese e uno dei padri genetici di 47.
(ci sono anche missioni originali mai viste, come l'assassinio di due nobili inglesi ed il salvataggio del loro ostaggio, o il recupero di foto compromettenti nei Paesi Bassi dalle mani del capo di una banda di motociclisti). 
Mentre 47 si trova ai confini tra la vita e la morte, nella stanza arriva un uomo, probabilmente inviato dall'agenzia, che cura il protagonista estraendogli il proiettile dallo stomaco. Una volta ripresosi, 47 viene attaccato dalla GIGN e CRS capitanata da Fournier.
Il gioco si conclude con 47 a bordo di un aereo che viene contattato da Diana, la sua informatrice. La donna, anche lei fuggita per poco, lo informa che qualcuno sta colpendo l'agenzia per trovare proprio lui: 47 vorrebbe nascondersi a far calmare le acque, ma Diana lo convince ad accettare un nuovo incarico che risolva la situazione.
| Nome missione                | Luogo                                      | Note |
| ---------------------------- | ------------------------------------------ | --- |
| Resa dei conti al manicomio  | Manicomio di Ort-Meyer, Satu Mare, Romania | La prima missione, è ambientata immediatamente dopo l'ultima missione di Hitman: Codename 47. 47, dopo aver ucciso i cloni "48" e il dottor Ort-Meyer, deve fuggire dagli agenti della BSIJ che hanno assaltato il manicomio. |
| Il party del re della carne  | Mattatoio di Sturrock, Romania             | Missione inedita. Si presume che si sia svolta dopo le vicende di Hitman 2: Silent Assassin. 47 deve infiltrarsi in un mattatoio e uccidere il re della carne rumena, lo scozzese Campbell Sturrock, e il suo avvocato Andrej Puscus, durante una festa fetish. Sturrock ha rapito la figlia del cliente e come secondo obiettivo è salvare la ragazza e portarla fuori. L'avvocato di Sturrock ha fatto archiviare il caso e, per questa ragione, il cliente vuole che anche Puscus sia ucciso. Alla fine si scoprirà che la ragazza è stata assassinata da Malcolm, il fratello psicopatico di Sturrock. 47 dovrà portare una prova che la ragazza è morta. |
| La bomba di Bjarkhov         | Kamčatka, Russia                           | Missione inedita. Fabian Fuchs, il più giovane dei fratelli Fuchs, è stato mandato a comprare una bomba sporca dal comandante Sergej Bjarkhov, ex ufficiale dell'Armata Rossa e accertato simpatizzante ceceno. Il comandante si nasconde in un vecchio deposito di sottomarini utilizzato per fabbricare bombe nucleari. 47 dovrà eliminare entrambi e distruggere il sottomarino usato per fabbricare gli esplosivi. |
| La famiglia Beldingford      | Maniero dei Beldingford, Inghilterra       | Missione inedita. Bisogna liberare Gilles Northcott, il figlio del cliente che è stato rapito (per motivi ignoti) da Lord Winston Beldingford e suo figlio Alistair. Il cliente vuole che 47 si infiltri nella tenuta dei Beldingford, liberi il figlio di Northcott e uccida i due sequestratori. |
| Appuntamento a Rotterdam     | Rotterdam, Paesi Bassi                     | Missione inedita. Il capo della polizia di Rotterdam, prossimo alle elezioni sindacali, viene ricattato dal capo di una banda di motociclisti, guidata da Rutgert Van Leuven, che possiede delle foto compromettenti sul suo conto ed è pronto a venderle a un giornalista desideroso di pubblicarle. Un agente, precedentemente inviato per recuperare le foto, è stato catturato. 47 dovrà eliminare sia lui che Van Leuven per poi rubare le fotografie, prima che il giornalista ne entri in possesso. |
| Un carico mortale            | Rotterdam, Paesi Bassi                     | Remake delle due missioni del primo gioco "Il paradiso del trafficante d'armi" e "Plutonio disperso". Il trafficante d'armi internazionale Boris Ivanovic Deruzhka si trova nel porto di Rotterdam per comprare una testata nucleare dalla stessa banda di motociclisti affrontata nella missione precedente. Il trafficante si nasconde sulla propria nave, ormeggiata nel porto. La polizia è pronta a fare irruzione nella nave per arrestare Deruzhka. 47 dovrà individuare, uccidere il trafficante d'armi e fuggire prima che la polizia entri in azione.                                                                                               |
| Le tradizioni del commercio  | Budapest, Ungheria                         | Remake della stessa missione (chiamata nel primo gioco "La tradizione del mestiere"). Gli obiettivi sono i due fratelli Fuchs rimasti in vita. Essi si trovano all'interno del prestigioso hotel Bagno Termale di Budapest (Hotel Galàr) nel quale si terrà una conferenza delle Nazioni Unite, con l'intenzione di far esplodere una potente bomba chimica. 47, oltre a uccidere i due fratelli, dovrà rubare la bomba e riportarla al cliente. |
| La morte del drago           | Hong Kong                                  | (Remake) 47 è a Hong Kong, come parte della serie di contratti di assassinio per indebolire la posizione del signore del crimine Lee Hong, suo bersaglio primario ma al momento troppo potente. L'obiettivo è eliminare un emissario del Dragone Rosso per iniziare una guerra tra le triadi criminali di Hong Kong. |
| Incidente al Wang Fou        | Hong Kong                                  | (Remake) 47 deve eliminare la delegazione diplomatica del Loto Blu, per incriminare la triade del Dragone Rosso e innescare una faida tra le triadi. |
| Delitto al ristorante cinese | Hong Kong                                  | (Remake) Dopo il precedente assassinio, le triadi del crimine sono pronte alla guerra, ma il capo della polizia di Hong Kong si è messo come intermediario per negoziare un accordo di tregua al ristorante Cheung Chau. 47 deve assassinare l'ambasciatore del Dragone Rosso, l'ambasciatore del Loto Blu e il capo della polizia stesso. 47 deve anche lasciare un medaglione del Dragone Rosso per fare in modo che venga addossata a loro la colpa. |
| L'assassinio di Lee Hong     | Hong Kong                                  | (Remake) Le triadi del crimine, dopo l'ultimo assassinio di 47, hanno iniziato una guerra, ed il signore del Dragone Rosso, Lee Hong, bersaglio primario di 47, si è ritirato all'interno della sua fortezza ed è finalmente vulnerabile. 47 deve eliminare Hong, ed rubare la statuetta di giada per lasciare la triade del Dragone Rosso nel caos. |
| Cacciatore e preda           | Parigi, Francia                            | Missione inedita. È ambientato dopo gli eventi della missione "Giù il sipario" di Blood Money. Guarito dalla ferita, 47 ora deve eliminare l'ispettore Fournier, e scappare dall'hotel circondato dalla polizia francese. |

## Modalità di gioco
Benché l'impostazione di gioco sia la stessa dei due capitoli precedenti, sono state apportate numerose modifiche a specifici fattori, determinanti soprattutto nel rendere il gioco non troppo arduo per i giocatori meno esperti.
Innanzitutto è finalmente possibile correre liberamente per quasi tutti i livelli senza destare sospetti, anche se si è travestiti (eccetto in alcune specifiche situazioni, quando correre è sconsigliato).
I nemici non si insospettiranno all'improvviso come nei capitoli precedenti, quando vi avvicinavate a loro travestiti ed il loro livello di sospetto raggiungeva il culmine come se già sapessero che ci fosse un infiltrato, rischiando la fine del gioco.
La visuale in prima persona è stata resa migliore, permettendoci di scrutare la situazione a destra o sinistra anche in questa visuale. Al posto del cloroformio è stata implementata la siringa, più veloce nell'addormentare i non obbiettivi.
Sono state aggiunte anche numerose esecuzioni piuttosto cruente, benché non eccessivamente sanguinose, variabili da arma ad arma; adesso con il cavo di fibra è possibile strangolare in più modi un nemico premendo una delle frecce direzionali prima di sferrare l'attacco.

## Colonna sonora
La colonna sonora è stata composta da Jesper Kyd. Qui sotto i titoli delle musiche orecchiabili durante il gioco. Nel livello "Il party del re della carne" si può udire Put your head on my shoulder di Paul Anka, mentre nel livello "Appuntamento a Rotterdam" nel locale è udibile Immortal del gruppo hard rock Clutch.
- The White Room
- Budapest Bath Hotel
- Double Ballers
- Hong Kong Underground
- Invaders
- Slaughterhouse
- Slaughter club
- Swat Team
- Winter Night

## Curiosità
- L'ultima missione del gioco sarà il proseguimento della terza missione di Blood Money ed è l'unica missione che sarà in presa diretta nel gioco; il resto saranno solo analessi (flashback). Quindi il gioco è collocato durante gli eventi di Hitman Blood Money.
- Gli obiettivi dell'ultima missione annoverano due omicidi già condotti a termine: quelli di Richard Delahunt e del tenore Philippe Berceuse, poi rinominato Alvaro D'Alvade in Hitman: Blood Money.
- Nella missione "Un carico mortale", il trafficante russo è chiamato Boris Ivanovic Deruzhka, ma nelle missioni originali di Hitman: Codename 47 si chiama Arkadij "Boris" Jegorov.